# Gruppo E

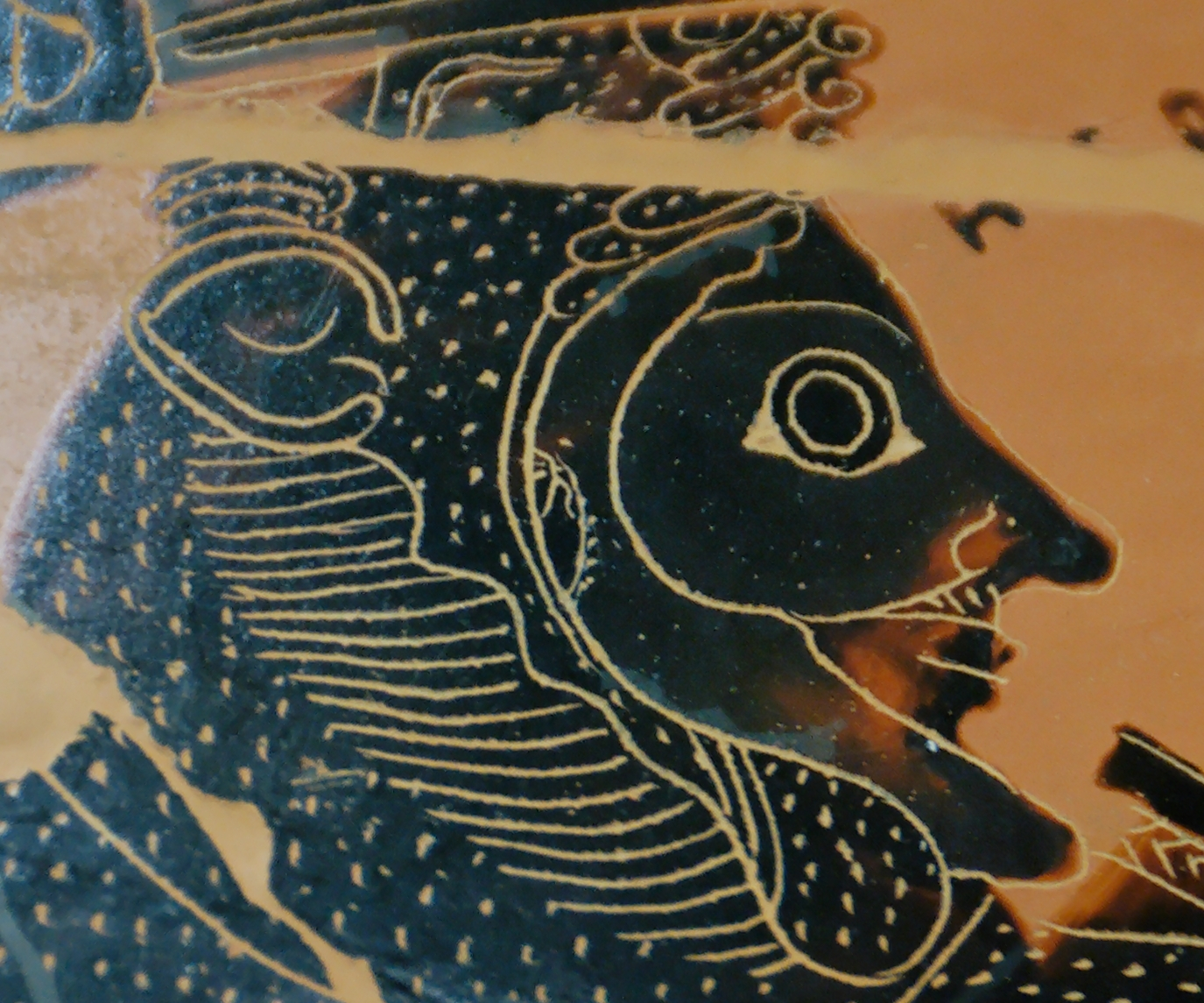
Anfora del Gruppo E, Gerionomachia Louvre F 53 (part. della testa di Eracle)

Gruppo E è il nome convenzionale attribuito ad un insieme di vasi che si ritengono prodotti da una stessa officina attiva ad Atene tra il 560 e il 540 a.C. nell'ambito della ceramica a figure nere. Il gruppo si caratterizza per gli elementi innovatori rispetto alla tradizione precedentemente affermatasi con Kleitias e Lido, e ad esso si riconduce l'attività iniziale di Exekias in qualità di ceramista (si vedano ad esempio Louvre F 53 e Toledo 80.6769). È dall'iniziale del nome di Exekias, l'unico tra quelli degli appartenenti al gruppo che sia giunto sino a noi, che deriva il nome convenzionale attribuito all'intero atelier.

## Produzione artistica e temi iconografici
Le scene rappresentate sui vasi del Gruppo E appartengono a un numero ristretto e ricorrente di temi: nascita di Atena, Teseo e il Minotauro, Eracle e il leone di Nemea, la Gerionomachia. Le forme più frequenti sono quelle ampie delle anfore, decorate con scene figurate a pannelli le quali meglio potevano assecondare una tendenza alle figure grandi, opposta a quella miniaturistica scaturita dall'influente lavoro di Kleitias.
L'anfora F 53 conservata al Louvre riporta temi figurati che si trovano originariamente in Lido, del quale si ritrova lo stile nei cavalli del lato posteriore. Si ritiene che, oltre alla partecipazione in qualità di vasaio attestata dalla firma, Exekias possa esserne anche l'esecutore per la parte decorativa, in considerazione dell'accuratezza che distanzia quest'anfora da quelle di soggetto simile appartenenti al Gruppo E (si confronti ad esempio con Londra B 194). Il vaso riporta, oltre alla firma del vasaio e ai nomi dei personaggi, un'iscrizione kalos riferentesi ad un giovane di nome Stesias.